# Грозная, Кира Анатольевна

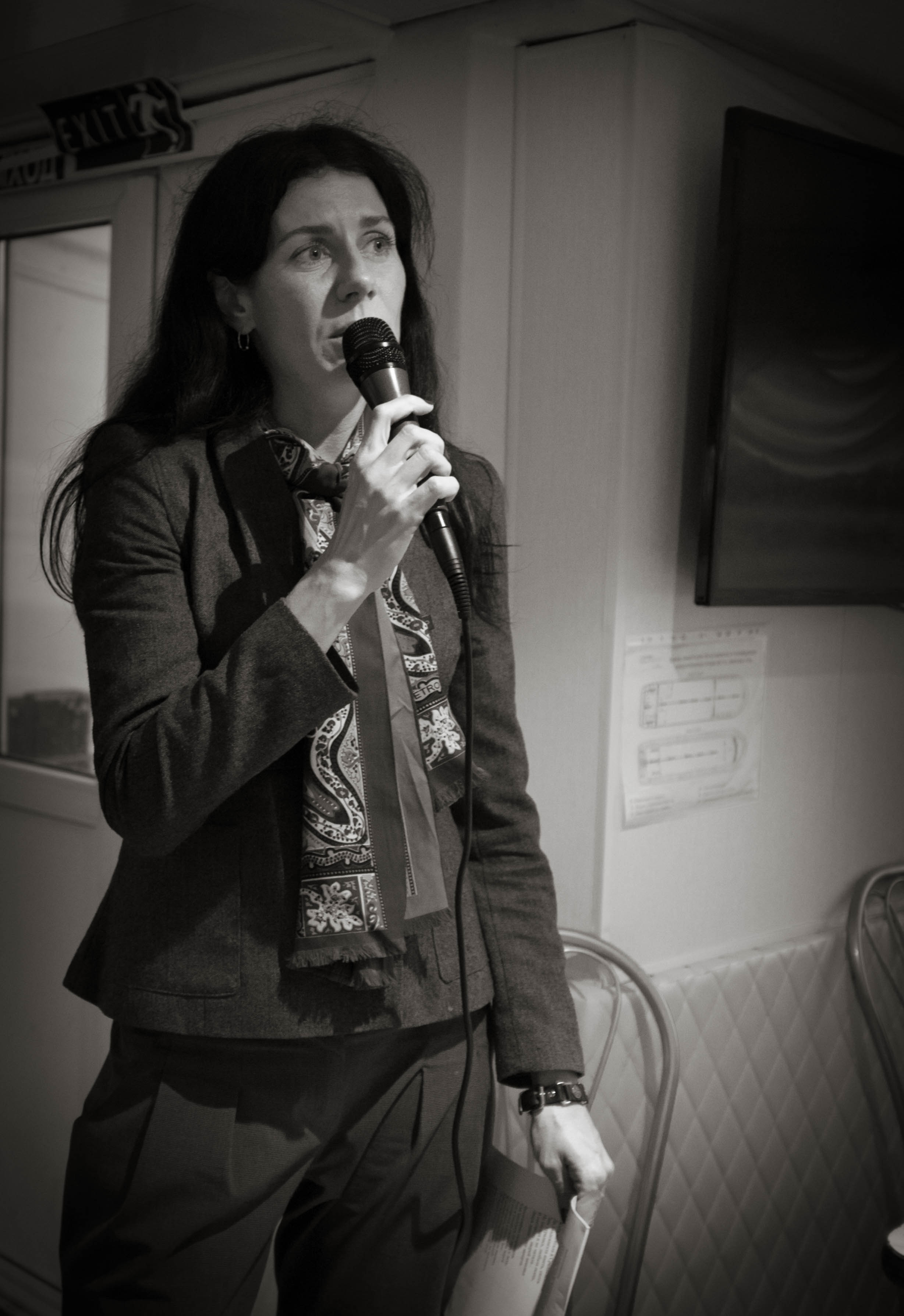
Кира Грозная (2013)

Кира Анатольевна Грозная (род. 4 сентября 1975, Майкоп, Краснодарский край) — русская писательница, поэтесса и прозаик, редактор, издатель, журналистка. При рождении была названа Татьяной, однако в 2020 году взяла свой уже устоявшийся литературный псевдоним в качестве паспортного имени.

## Биография
Современный прозаик, являющийся «певцом окраин, новостроек и непрестижных многоэтажек». Детство прошло в военном городке г. Майкопа, а также «на задворках» СССР, в поселке Пристань респ. Киргизия, где родители писателя, выполнявшие оборонный госзаказ, служили на полигоне. В 1987 году семья перебралась в Ленинград. Получила психологическое образование в РГПУ им. Герцена. Кандидат психологических наук. 
Стихи, проза, статьи публиковались в журналах «Юность», «Дружба народов», «Звезда», «Нева», «Аврора», «Урал», «Новая юность», «Prosodia», «Зинзивер», в «Литературной газете» и многих других изданиях. Член Союза писателей России с 2011 года, Союза писателей Санкт-Петербурга — с 2015 г., Союза журналистов Санкт-Петербурга и Ленинградской области — с 2015 г.
В 2009 году вошла в состав редколлегии журнала «Аврора», с 2014 года — главный редактор журнала и руководитель выпускающей его Санкт-Петербургской общественной организации культуры «Аврора». В 2016 году команда «Авроры» под её руководством победила на конкурсе «Сделано в Петербурге». В 2019 году за рубрику «Три кита современной петербургской словесности», вышедшую в номерах журнала 5 и 6 за 2019 год, главред и Санкт-Петербургская общественная организация культуры «Аврора» получили Премию правительства Санкт-Петербурга в области журналистики в номинации «Лучшая публикация в городских печатных средствах массовой информации».
В 2021 г. возглавила школу «Текст» Всероссийского поэтического акселератора ВПрофессии, по итогам которой было издано 5 книг поэтам-победителям. В 2023 была приглашена в жюри V Международного фестиваля Всемпоэзии.
В 2024 года Кира Грозная написала и издала при поддержке Комитета по печати и взаимодействию со средствами массовой информации Санкт-Петербурга автобиографическую книгу «Без рубля и без ветрил», в которой рассказала о закулисной жизни ленинградского-петербургского литературного «толстяка» — журнала «Аврора» и о собственном издательском опыте.
В период с 13 по 21 марта 2025 года принимала участие в поездке на «Книжном поезде» в программе «Книжные маяки России», в ходе которой получила травму, о чем иронично  рассказал писатель Валерий Попов.

## Отзывы
Писатель и сценарист Валерий Попов — о повести Грозной «Кудряшка»: 
«в „Кудряшке“ поражает точнейшая, порой беспощадная (с точки зрения снобов и чистюль) панорама реальной жизни, „непрестижных“ многоэтажек, какими наш город всё „прирастает и прирастает“, с населением весьма непрезентабельным, а порой и опасным. Мало кто, как Грозная, бесстрашно пишет про это, причём с такой реальностью справляясь. Бесстрашная весёлость — вот что больше всего привлекает в героине».
Критик Аглая Топорова: 
«„Кудряшка“ представляет собой, как принято теперь выражаться, „уникальный человеческий документ“ и буквально ошеломляет. И дело тут вовсе не в основной сюжетной линии — рождении и воспитании ребенка-аутиста — а в бесхитростности, с которой описывается ужас повседневного существования постсоветской женщины 2000-х. Как о само собой разумеющемся Грозная рассказывает о всем том бытовом и эмоциональном кошмаре, в который погружена так называемая обычная россиянка, представительница нашего среднего класса».
Критик Мария Арбатова: 
«В первой повести нам явлена растерянность необстрелянной девочки, оказавшейся в стане питерских полицейских кадровиков, её работа по тестированию сотрудников, сложная психологическая экспертиза покончивших собой и адский прессинг проверок. Молодая трудолюбивая служака учится держать удар и упрямо взбирается со ступеньки на ступеньку карьерной лестницы, а семейную жизнь намечает в тексте беглым контуром и лишает эмоциональных слоёв. Поднадоевший пьющий разжиревший муж и дети отодвинуты на задний план, а на авансцене прокручивается сюжет отношений с наставником. В первой повести есть „мясо“ полицейской работы, забавные истории, профессиональный сленг и местный фольклор». 
Поэт Стефания Данилова о книге "Озябнуть в Зимбабве":
Родители узнают из книги, какие наказания действительно влияют на детей, а страх перед какими будет лишь разыгран. И как можно донести до ребёнка что-то важное, не наказывая, но эффект будет таков, что лучше бы выпороли. Представим себе, рядом с какими книгами роман Грозной будет смотреться действительно на своём месте. Это — книги о первичной социализации человека, детстве, где время кажется огромным, как небо над головой, и еще не умеет убыстряться, а затем и школе. Это «Денискины рассказы» Драгунского, «Витя Малеев в школе и дома» Носова, «Географ глобус пропил» Иванова, «Вам и не снилось» Щербаковой, «Тимур и его команда» Гайдара, «Уроки французского» Распутина, «Чучело» Железникова, серия книг на школьную тему Жвалевского и Пастернак. Достойное соседство.
Критик Галина Гужвина: 
«Название рецензии — из стихотворения прекрасного поэта в стихах и прозе Ирины Толстиковой. „Научи меня анорексии, быть красивой и жить в России, где учились мы булимии, быть любыми, бить боевыми“ — это тоже она, Толстикова, приписывает, сама того не осознавая, эпиграф к роману Грозной. Который весь — об этом. О приятии то есть жалкой, стыдной, безысходной, хрущобной, мужнепьянственной, бестолковой и целлюлитной некузявости собственной жизни наперекор броне понтов и гламура хладного, что наводят на свои фасады другие, мнимо-близкие, хищные, крови ран твоих жаждущие. И — об истинной силе, которую это приятие даёт, силе жить в России, по-настоящему, всеми зубами, ногтями и женскими нежностями жить, а не только заполнять страничку в соцсетях».
Другие рецензии:
- Илья Бояшов — «Прыжок в бездну».[9]
- Светлана Забарова — «Проза, соразмерная времени».[10]
- Елена Тюгаева — «Оттенки пламени».[11]
- Рецензии на книгу Киры Грозной «Кудряшка» на сайте премии «Национальный бестселлер».
- Лидия Маслова — «Девочка со спичками: петербургская писательница вспоминает советское детство». — «Известия», 28.11.2021.
- Елена Косован — «Прыжок в детство». — «Литературная газета» № 7 (6821), 16.02.2022.
- Поэтическая рецензия Юрия Кувалдина в «Независимой газете».[12]
- Шевкет Кешфидинов — «Жизнь одного "толстяка"».

## Награды и премии
- В 2016 году выпускающая журнал Санкт-Петербургская общественная организация культуры «Аврора» под руководством Киры Грозной стала лауреатом конкурса «Сделано в Петербурге» за журнал «Аврора».
- Литературная премия им. Н. В. Гоголя в номинации «Шинель» за книгу «Невеста Иуды» (2018 г.)[13].
- Лауреат премии Правительства Санкт-Петербурга в области журналистики в номинации «Лучшие публикации в городских печатных СМИ» за рубрику «Три кита современной петербургской словесности» в журнале «Аврора» (№ 5—6 за 2019 год)[14][15].
- Финалист первой Всероссийской премии искусств «Созидающий мир» (2020 г., книга «Кудряшка»)[16].
- Лонг-лист премии «Национальный бестселлер» (2020 г., книга «Кудряшка»).
- Шорт-лист Всероссийской премии им. А.Левитова в номинации «Проза» категории «Мастера» (2022 г)[17]
- Лауреат Всероссийского фестиваля поэзии и авторской песни «Покровский собор» (2024 г.)[18]

### Книги
- Кира Грозная. Китайская шкатулка. — СПб.: Геликон Плюс, 2009. — 148 с. — ISBN 978-5-93682-563-7.
- Кира Грозная. Запредельный градус. — СПб.: СПб ООК «Аврора», 2011. — 238 с. — ISBN 978-5-91844-019-3.
- Кира Грозная. Мертворожденные дети Эдит. — СПб.: СПб ООК «Аврора», 2015. — 276 с. — ISBN 978-5-9905299-8-4.
- Кира Грозная. Невеста Иуды. — СПб.: СПб ООК «Аврора», 2017. — 285 с. — ISBN 978-5-9909684-1-7.
- Кира Грозная. Кудряшка. — СПб.: Лимбус Пресс, 2019. — 464 с. — ISBN 978-5-8370-0741-5.
- Кира Грозная. Озябнуть в Зимбабве. — СПб.: Лимбус Пресс, 2021. — ISBN 978-5-8370-0901-3.
- Кира Грозная. Без рубля и без ветрил. — СПб.: СПб ООК «Аврора», 2024. ISBN 978-5-6051956-4-1.

### Публикации в журналах
- Журнал «Новая Юность» №3, 2011. — рассказ «Контрабас и флейта».
- Журнал «Звезда» №7, 2014. — рассказ «Der Schmerz».
- Журнал «Зинзивер» №10, 2014. — «Вирус памяти» (стихи).
- Журнал «Новая Юность» №2, 2015. — рассказ «Мутный ангел».
- Журнал «Урал» №7, 2015. — повесть «Юность хмурая и прекрасная».
- Журнал «Зинзивер» №12, 2015. — рассказ «Der Tod und das Mädchen».
- Журнал «Звезда» №5, 2018. — стихи.
- Журнал «Урал» №9, 2018. — повесть «Духовный наставник».
- Журнал «Дружба Народов» №11, 2019 — повесть «Дети огня».
- Журнал «Юность» №9, 2021. — рассказы «Черный кролик», «Схватка с бесконечностью».
- Журнал «Перископ» №1, 2022. — стихи.
- Журнал «Юность» №3, 2023. — стихи.
- Журнал «Зинзивер» №3, 2023. — рассказ «Сетевой роман Рихарда Йенча».
- Журнал «Нева» №3, 2024. — рассказы «Мы вышли из девяностых»: «Мой боди-арт», «Студентки на телевидении», «Енот и свадебный лимузин».
- Журнал «Нева» №9, 2024. — роман «Роудлента».
- Журнал Prosodia №1, 2025. — стихи «Последний глоток весны».

### Сборники
- Москва — Петербург — как мы их не знаем. Антология современной прозы. Рассказ «Зарисовки Арбата». — Москва.: Фонд «РУССКИЙ ТЕКСТ», 2015. — 576 стр. — С. 518-529. — ISBN 978-5-906734-06-8.
- 6 ЛИТО на Звенигородской. Стихи. — СПб.: Геликон Плюс, 2015. — С. 28-31. — 416 с. — ISBN 978-5-00098-011-8.
- По ту сторону экрана: сборник произведений участников конкурса «Неизвестный Петербург», посвященного году Российского кино. Стихи. — СПб.: Скифия, 2016.  — 320 с. — С. 81-82. — ISBN 978-5-00025-093-8.
- Октава: Сборник прозы авторов журнала «Аврора». Повесть «Юность хмурая и прекрасная». — СПб.: Аврора, 2018. — С. 280-348. — 350 с. — ISBN 978-5-9909684-0-0.
- 315. Рассказы писателей Санкт-Петербурга. Рассказ «Виктория и Глория». — СПб.: Союз писателей Петербурга / ИД «Петрополис». — С. 115-126. — 292 с. — ISBN 978-5-9676-0933-6.
- 316. Рассказы писателей Санкт-Петербурга. Рассказ «Контрабас и флейта». — СПб.: Союз писателей Петербурга. — С. 170-192. — 568 с. — ISBN 978-5-4311-0194-6.
- Рим-Петербург. Сборник рассказов. На русском и итальянском языках. Рассказ «Забытое в Риме». — СПб.: Союз писателей Петербурга, 2019. — С. 179-187. — 268 с. — ISBN 978-5-4311-0193-9.
- 317. Рассказы писателей Санкт-Петербурга. Рассказ «Любовь, наука и боди-арт». — СПб.: Союз писателей Петербурга. — С. 112-125. — 496 с. — ISBN 978-5-4311-0221-9.
- Над пропастью в поколение. Сборник рассказов. Рассказы «Девочка-отличница», «Старший брат». — СПб.: Аврора, 2020. — С. 200-216, 254-263. — 448 с. — ISBN 978-5-6042889-8-6.
- 318. Рассказы писателей Санкт-Петербурга. Рассказ «Схватка с бесконечностью».   — СПб.: Союз писателей Петербурга. — С. 90-95. — 504 с. — ISBN 978-5-4311-0248-6.
- День поэзии — XXI век. 2022–2023 год. Альманах: стихи, статьи. — Санкт-Петербург: Издательство, «Любавич» 2023. — 368 с. — С. 88. —
- Белый бор: Литературный альманах Республики Коми. Выпуск восемнадцатый / Составители: Е. Габова, А. Попов. Стихи «Ночь заблудилась в нас». — Сыктывкар: ООО "Анбур", 2023. — 384 с. — С. 346-350. — ISBN 978-5-91669-358-4.
- XL–XXV : Литературный клуб XL / Сост.: А. Либуркин. Стихи. — СПб. : Реноме, 2024. — 144 с. — ISBN 978-5-00125-965-7.

## Интервью
1. Интервью с главным редактором литературного журнала «Аврора» для Пиши.про[19]
2. На вопросы Даниила Чкония отвечает Кира Грозная, главный редактор и зав. отделом поэзии журнала «Аврора». — журнал «Эмигрантская лира" №1, 2018.
3. Кира Грозная: «Журнал "Аврора" — сейчас не модный. Но это нормально»[20]
4. Интервью с Народным артистом России Сергеем Мигицко. Журнал «Аврора», №6, 2016.
5. Сюрпризы ко дню рождения. Интервью с писателем Валерием Поповым в журнале «Аврора», №6, 2022.
6. «Жизнь удалась!». Литературная газета, № 48 (6962) (04.12.2024)
7. «Валерию Попову - 85!». Журнал «Аврора», №6, 2024.